# Idalia National Park
Idalia National Park är en park i Australien. Den ligger i delstaten Queensland, omkring 880 kilometer väster om delstatshuvudstaden Brisbane. Idalia National Park ligger 398 meter över havet.
Trakten runt Idalia National Park är nära nog obefolkad, med mindre än två invånare per kvadratkilometer.. Det finns inga samhällen i närheten.
Omgivningarna runt Idalia National Park är i huvudsak ett öppet busklandskap. Genomsnittlig årsnederbörd är 497 millimeter. Den regnigaste månaden är januari, med i genomsnitt 117 mm nederbörd, och den torraste är april, med 7 mm nederbörd.